# Alai Ghasem
Alai Fadel Ali Hussain Ghasem, född 16 februari 2003, är en svensk-irakisk fotbollsspelare som spelar för superettanklubben Örebro SK.

## Klubblagskarriär
Alai Ghasem är uppvuxen på Hisingen i Göteborg och började spela fotboll i BK Häcken. Som 16-åring lämnade han moderklubben för rivalen IFK Göteborg, vilka han 2021 vann U19-SM med.
Hösten 2021 var Ghasem nära en flytt till portugisiska storklubben Porto, vilken dock sprack sedan han själv gjort "en dum grej" och att klubben inte varit villiga att betala utbildningsersättning eller övergångssumma. Istället för en utlandsflytt skrev Ghasem i maj 2022 på sitt första A-lagskontrakt med IFK Göteborg. Han hade dessförinnan A-lagsdebuterat i 0-3-förlusten i träningsmatchen mot Norrby IF den 18 mars 2022. Efter att ha blivit upplyft till seniortruppen kom också den allsvenska debuten i 2-0-segern mot IK Sirius den 28 augusti 2022. Totalt noterades Ghasem för fyra allsvenska matcher under debutsäsongen. I slutet av juli 2023 lånades Ghasem ut till Utsiktens BK på ett låneavtal över resten av säsongen. I mars 2024 lånades Ghasem ut till Division 1-klubben AFC Eskilstuna på ett låneavtal som sträcker sig säsongen ut.
Den 23 augusti 2024 värvades Ghasem av irakiska Newroz SC.
I november 2024 skrev Ghasem på ett 3,5-årskontrakt med superettanlaget Örebro SK.

## Landslagskarriär
Alai Ghasem hade möjlighet att representera Sverige, Irak och Algeriet.
Efter att ha representerat Irak på U-landslagsnivå kom A-landslagsdebuten som 19-åring, då han spelade hela 1-1-matchen mot Oman den 23 september 2022.

## Statistik
| Klubb                | Säsong             | Liga               | Liga    | Liga | Nationell cup | Nationell cup | Totalt  | Totalt |
| Klubb                | Säsong             | Division           | Matcher | Mål  | Matcher       | Mål           | Matcher | Mål    |
| -------------------- | ------------------ | ------------------ | ------- | ---- | ------------- | ------------- | ------- | ------ |
| IFK Göteborg         | 2022               | Allsvenskan        | 4       | 0    | 1             | 0             | 5       | 0      |
| IFK Göteborg         | 2023               | Allsvenskan        | 4       | 0    | 0             | 0             | 4       | 0      |
| IFK Göteborg         | Totalt             | Totalt             | 8       | 0    | 1             | 0             | 9       | 0      |
| Utsiktens BK (lån)   | 2023               | Superettan         | 3       | 0    | 0             | 0             | 3       | 0      |
| AFC Eskilstuna (lån) | 2024               | Ettan Norra        | 1       | 0    | 0             | 0             | 1       | 0      |
| Totalt i karriären   | Totalt i karriären | Totalt i karriären | 12      | 0    | 1             | 0             | 13      | 0      |

## Personligt
Alai Ghasems pappa kommer från Irak medan hans mamma kommer från Algeriet.